# Вигдорчик, Натан Абрамович
Ната́н (Николай) Абра́мович Вигдо́рчик (17 ноября 1874 года, Минск, Российская империя — 24 мая 1954 года, Ленинград, СССР) — специалист и организатор в области социального страхования и профессиональной гигиены, педагог, деятель российского революционного движения, врач, автор многочисленных работ по вопросам социального страхования и профессиональным заболеваниям. В 1924—1951 годах — профессор Ленинградского института усовершенствования врачей. Делегат I съезда РСДРП (1898).

## Биография
В 1898 году окончил медицинский факультет Киевского университета. Ещё будучи студентом, принимал активное участие в социал-демократическом движении в Киеве, работая в группах «Рабочее дело», «Киевский союз борьбы за освобождение рабочего класса» и «Рабочая газета». Во время подпольной работы до I съезда РСДРП, принимал участие в киевской рабочей газете «Вперёд» (1896—97) и в «Рабочей газете» (1897).
В марте 1898 года принимал участие в I Съезде РСДРП в Минске. Он и Борис Эйдельман представляли на съезде «Рабочую газету».
Большая часть нелегальных статей, брошюр и прокламаций, вышедших за этот период в Киеве, принадлежит перу Вигдорчика. К тому же времени относится и первая научная работа Вигдорчика по вопросам социального страхования — «О страховании рабочих от несчастных случаев». В 1899 году его арестовали в Нижнем Новгороде по делу киевской социал-демократической организации.

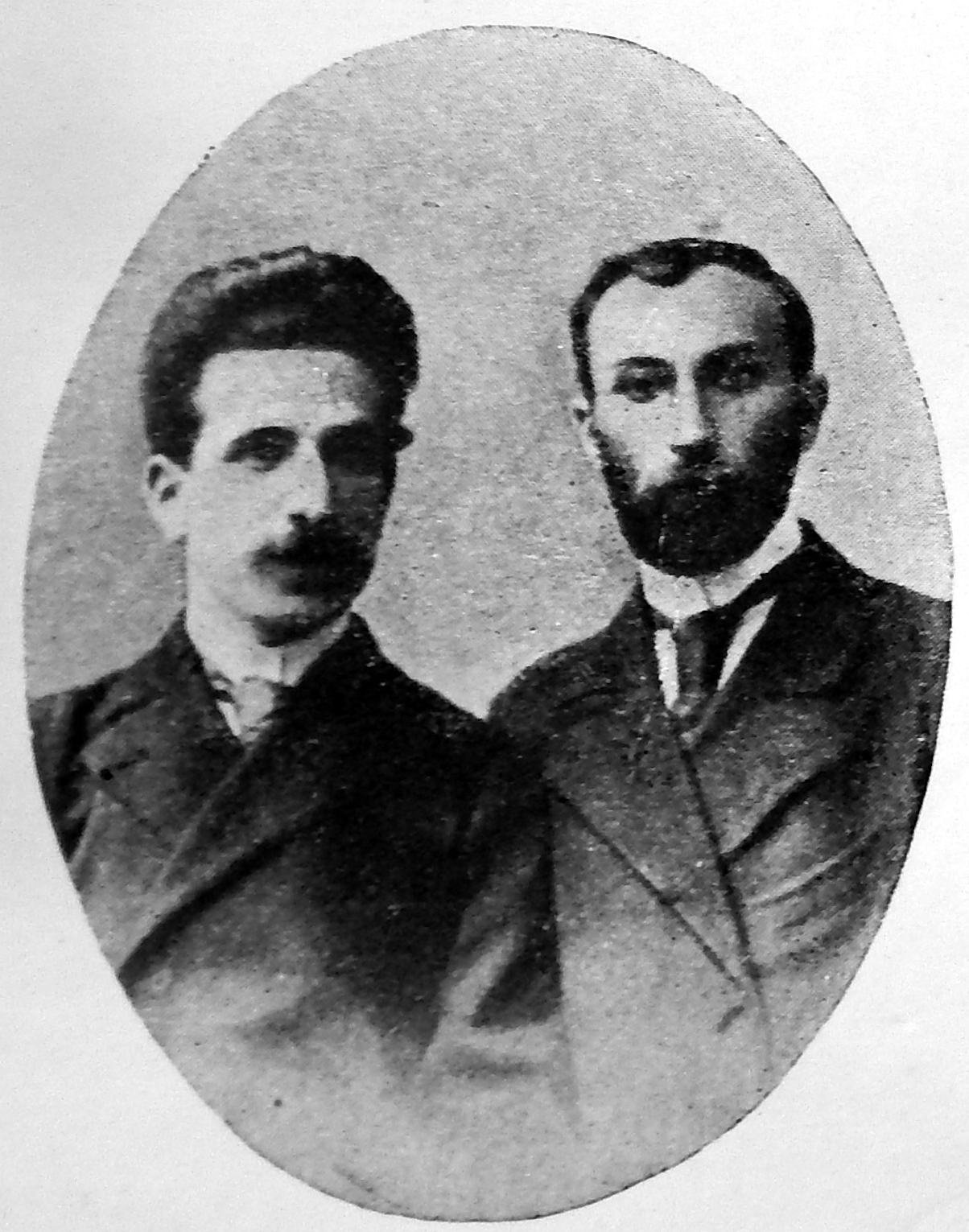
Натан Вигдорчик (справа) и Роман Розенберг в 1899 году. Журнал «Каторга и ссылка» № 8 (37) 1927

С 1902 по 1905 года провёл в ссылке в Енисейской губернии, где служил сельским врачом. 1905 и 1906 годы провёл за границей, в Берлине и Вене, изучая внутренние болезни и вопросы социального страхования. С 1906 года поселился в Петербурге, где принял живое участие в разработке вопросов социального страхования рабочих, в том же году отошёл от политической деятельности.
С 1918 года работал в советских страховых организациях Ленинграда и Иркутска. Участник 2-го Всероссийского съезда врачебных секций и секции врачей Всемедикосантруда (депутат от Петрограда). По постановлению Политбюро ЦК РКП(б) от 8 июня 1922 года арестован в Петрограде и выслан на 2 года в Киргизский край, затем в Иркутск. В 1923 году избран доцентом по кафедре социальной гигиены Иркутского университета.
В 1924—1951 — профессор организованной им кафедры профессиональных болезней (первой в СССР) в Государственном институте для усовершенствования врачей в Ленинграде.
В 1924 организовал Ленинградский институт по изучению профессиональных заболеваний (Ленинградский НИИ гигиены труда и профессиональных заболеваний Минздрава РСФСР), работал в нём в течение более 25 лет, его директор в 1931—1950.
Выдающийся учёный, организатор и педагог. Автор первых отечественных руководств по социальному страхованию (1912). Ему принадлежит новая методика определения инвалидности.
Заслуженный деятель науки РСФСР (1946).
Награждён орденом Трудового Красного Знамени (1945).
Похоронен на Серафимовском кладбище Санкт-Петербурга.
Брат — социалист, зубной врач Павел Абрамович Вигдорчик (1874—1942), жил в эмиграции в Неаполе.